# Ніцетій
Ніцетій (лат. Nicetius; бл. 513 — бл. 566/569) — церковний і державний діяч Франкської держави, єпископ Тріра.

## Життєпис
Походив із знатної галло-римської родини Провансу. Народився близько 513 року в Лімузені або Оверні. Батьки були високоосвіченими для свого часу людьми і дали Ніцетію гарну домашню освіту. Вже замолоду вирішив присвятити себе духовній діяльності. Він пішов в один з монастирів, можливо в Ліможі. Невдовзі обирається новим абатом цього монастиря. Незабаром здобув повагу ченців та навколишніх мешканців. Про нього дізнався Теодоріх I, король Австразії. Висловлюється думка, що Ніцетій міг стати духовним наставником цього монарха.
532 року король Теодоріх I призначив на чолі Трірської єпархії Ніцетія, а Галла, кандидата від місцевого кліру, зробив єпископом Клермону. Однією з головних турбот нового трірського єпископа стало відновлення господарства своєї єпархії. Після сходження 533 року на трон Теодеберта I критикував того за розбещеність й здирництво.
В 535 році брав участь у церковному соборі в Клермоні. 549 року був учасником соборів в Орлеані і Клермоні. У 550 році долучився до Тульського синоду, де Ніцетія було обрано головою цих зборів. 552 року перебував на засіданні Паризького синоду. З цього часу став вважатися найвпливовішим церковним діячем Франкської держави. Листувався з візантійським імператором Юстиніаном I.
560 року звинуватив короля Хлотара I в інцесті. Натомість на вимогу останнього синод франкських єпископів відправив Ніцетія у вигнання, замість нього звівши на єпископську кафедру королівського ставленика Рустіка. Ніцетій зміг повернутися в свою єпархію лише після смерті Хлотаря I в 561 році.
З новим королем — Сігібертом I — мав гарні стосунки. Висловлюється думка, що саме Ніцетій сприяв шлюбу короля з Брунгільдою, що відбувся 566 року. Помер Ніцетій між 566 та 569 роками.